# Рольмопс
Рольмопс, роль-мопс — маринований оселедець, скручений в рулетики. Рулони скріплюються дерев'яними паличками. Всередину додають корнішон або цибулю. Назву цієї страви було придумано у XIX столітті, завдяки моді на мопсів. Мабуть, згорнутий у рулетик оселедець з огірками віддалено нагадував собачу мордочку.
Страва традиційно поширена у Німеччині, Латвії та в інших європейських кухнях.